# مسافة جينية

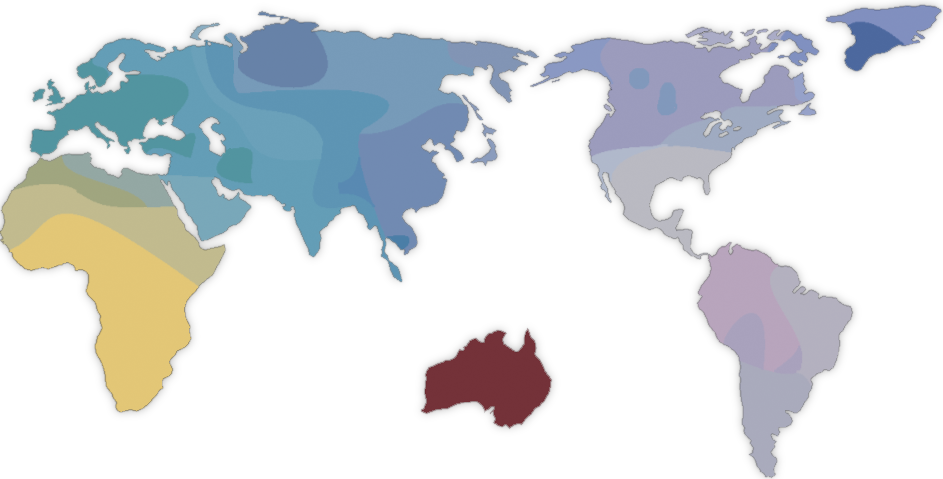
خريطة مسافة جينية من إعداد كافالي-سفورتسا وآخرين (1994)

المسافة الجينية هي مقياس للتباعد الجيني بين نوعين مختلفين أو مجموعتين منفصلتين من نفس النوع، وتعبر تلك المسافة إما عن الفارق الزمني بين السلف المشترك والأنواع الحالية أو مدى التمايز بين الأنواع أو المجموعات. تتسم المجموعات التي تتميز بامتلاكها العديد من الأليلات المتشابهة بمسافة جينية صغيرة، ما يشير إلى تقارب تلك المجموعات وارتباطها بسلف مشترك حديث.
تساعد المسافة الجينية في إعادة بناء تاريخ المجموعات. فمثلًا، تشير الأدلة المبنية على المسافة الجينية إلى أن بداية انشقاق بشر أوراسيا عن بشر إفريقيا جنوب الصحراء وقعت قرابة 100,000 عام مضى. تُستخدم المسافة الجينية كذلك في فهم أصل التنوع الحيوي، إذ يتتبع العلماء المسافات الجينية لتحديد أي نسل من الأنسال يجب حمايته للحفاظ على التنوع الجيني.

## الأساس البيولوجي
يقع كل جين في جينوم الكائن الحي في مكان محدد يُدعى موقع الجين. تفضي الاختلافات الأليلية في تلك المواقع إلى تغيرات في أنماط الأنواع الظاهرية (مثل لون الشعر والعين). ورغم ذلك لا تؤثر معظم الأليلات تأثيرًا ملحوظًا في النمط الظاهري. ففي المجموعة الواحدة إما أن تتلاشى الأليلات الناتجة عن الطفرات الوراثية أو أن تسود في المجموعة بأكملها. وعندما تنشق المجموعة إلى عدة مجموعات منفردة (إما بسبب العوامل الجغرافية أو البيئية) تسود الطفرات التي تحدث بعد ذلك في مجموعة فرعية واحدة فقط. تُعرف تلك العملية بالانحراف الوراثي. يمكن تقدير النقطة الزمنية التي انشقت فيها تلك المجموعات عن طريق دراسة الاختلافات في تواتر الأليلات وحساب المسافة الجينية.

## المقاييس
ثمة العديد من المقاييس الإحصائية المختلفة لقياس المسافة الجينية، ويُعزى سبب الاختلاف إلى اعتماد المؤلفين على نماذج تطورية مختلفة. ومن أكثر مقاييس المسافة الجينية شيوعًا مقياس ني، ومقياس كافالي-سفورتسا وإدوارد، ومقياس رينولدز ووير وكوكرهام، وجميعها واردة أدناه.
يعبر الرمزان X وY في جميع الصيغ الواردة أدناه عن مجموعتين مختلفتين من الكائنات الحية، وL هو موقع الجينات المدروسة، حيث Xu تمثل الأليل رقم u في موقع الجين رقم l.

### تعريف ني للمسافة الجينية
في عام 1972 نشر ماساتوشي ني ما عُرف لاحقًا بتعريف ني للمسافة الجينية. يتميز هذا التعريف بإنه إذا كان معدل التغير الجيني (استبدال الحمض الأميني) ثابتًا لكل عام أو جيل فإن المسافة الجينية (D) تزداد بالتناسب مع زمن التباعد. يفترض هذا المقياس أن التغيرات الجينية سببها الطفرات والانحراف الوراثي:
{\displaystyle D=-\ln {\frac {\sum \limits _{\ell }\sum \limits _{u}X_{u}Y_{u}}{\sqrt {\left(\sum \limits _{u}X_{u}^{2}\right)\left(\sum \limits _{u}Y_{u}^{2}\right)}}}}
يمكن التعبير عن تلك المسافة كذلك بدلالة المتوسط الحسابي للوحدة الجينية. دعنا نفترض أن jx هو احتمال أن يمتلك فردين من المجموعة X نفس الأليل في موقع كروموسومي معين، وjY هو الاحتمال المناظر بالنسبة للمجموعة Y. دعنا نفترض أيضًا أن JX وJY وJXY هي المتوسطات الحسابية للاحتمالات jx وjY وjXY على الترتيب. أي بعبارة أخرى:
{\displaystyle J_{X}=\sum _{u}{\frac {{X_{u}}^{2}}{L}}}
{\displaystyle J_{Y}=\sum _{u}{\frac {{Y_{u}}^{2}}{L}}}
{\displaystyle J_{XY}=\sum _{\ell }\sum _{u}rac{X_{u}Y_{u}}{L}}
حيث L هو العدد الكلي للمواقع الكروموسومية المدروسة.
ومن هذا المنطلق يمكن صياغة تعريف ني للمسافة الجينية كالآتي:
{\displaystyle D=-\ln rac{J_{XY}}{\sqrt {J_{X}J_{Y}}}}

### تعريف كافالي-سفورتسا
نشر لويجي لوكا كافالي-سفورتسا وأنثوني إدواردز هذا التعريف عام 1967، وهو يفترض أن الاختلافات الجينية تنشأ بسبب الانحراف الوراثي فقط. ومن أهم مزايا هذا المقياس هو أنه يمثل المجموعات في صورة كرة فائقة رباعية الأبعاد، ومقياسها وحدة طول واحدة لكل استبدال جيني. وتعبر الصيغة الآتية عن طول القوس في الكرة الفائقة:
{\displaystyle D=-\ln {\frac {J_{XY}}{\sqrt {J_{X}J_{Y}}}}}
يفضل بعض المؤلفين إزالة العامل {\displaystyle {\frac {2}{\pi }}} على حساب تعديل مقياس الطول.

### تعريف رينولدز ووير وكوكرهام
نشر جون رينولدز وبروس وير وكلارك كوكرهام هذا المقياس عام 1983. يفترض هذا المقياس أن التمايز الجيني يحدث نتيجة الانحراف الوراثي فقط دون الطفرات الجينية. يعتمد هذا المقياس على تقدير معامل السلف المشترك Θ الذي يقيس مقدار التباعد الجيني بالصيغة الآتية:
{\displaystyle D_{\text{CH}}={\frac {2}{\pi }}{\sqrt {2\left(1-\sum _{\ell }\sum _{u}{\sqrt {X_{u}Y_{u}}}\right)}}}

### مقاييس أخرى
ثمة العديد من المقاييس الأخرى المقترحة التي حظيت بدرجات متفاوتة من النجاح.

#### مسافة نيDA1983
يفترض هذا المقياس أن الاختلافات الجينية سببها الطفرات والانحراف الوراثي، وهو معروف بكفاءته في إنشاء الأشجار الوراثية بنتائج أجدر بالثقة من المقاييس الأخرى، لا سيما فيما يتعلق ببيانات التكرارات المترادفة القصيرة في الدنا.

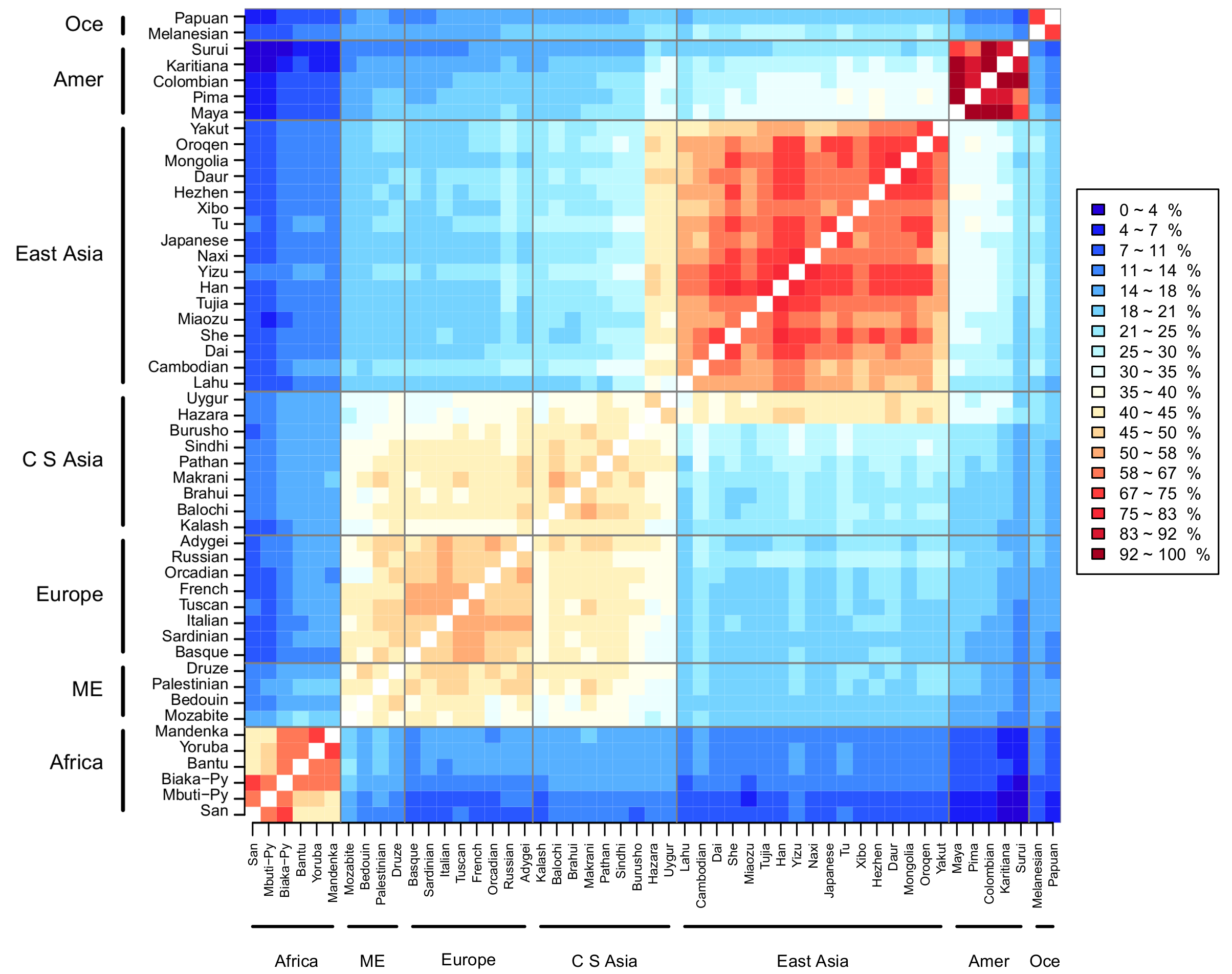
المسافة الإقليدية الجينية بين 51 مجموعة بشرية من أنحاء العالم استنادًا إلى 289,160 نوع مختلف من النوكليوتيدات المفردة. يعبر اللون الأحمر الداكن عن أكثر الأزواج تشابهًا، بينما يعبر اللون الأزرق الداكن عن أكثر الأزواج تمايزًا.

{\displaystyle D_{A}=1-\sum _{\ell }\sum _{u}{\sqrt {X_{u}Y_{u}}}/{L}}

#### المسافة الإقليدية
{\displaystyle D_{EU}={\sqrt {\sum _{u}(X_{u}-Y_{u})^{2}}}}

#### مسافة غولدشتاين (1995)
طُور هذا المقياس تحديدًا من أجل مؤشرات التكرارات المترادفة القصيرة، وهو يعتمد على نموذج الطفرات التدريجية.
{\displaystyle (\delta \mu )^{2}=\sum _{\ell }{\frac {(\mu _{X}-\mu _{Y})^{2}}{L}}}
حيث μx وμy هما متوسطات أحجام الأليلات في المجموعتين x وy.

#### مسافة ني الجينية الدنيا 1973
يفترض هذا المقياس أن الاختلافات الجينية تنشأ بسبب الطفرات والانحراف الجيني.
{\displaystyle D_{m}={\frac {J_{X}+J_{Y}}{2}}-J_{XY}}

#### مسافة روجر 1972
{\displaystyle D_{R}={\frac {1}{L}}{\sqrt {\frac {\sum \limits _{u}(X_{u}-Y_{u})^{2}}{2}}}}

### مؤشر التثبيت
من أحد مقاييس المسافة الجينية الشائعة مؤشر التثبيت (FST) الذي تتراوح قيمته من 0 إلى 1. تشير القيمة 0 إلى مجموعتين متطابقتين تمامًا من ناحية جينية (التنوع الجيني بين المجموعتين قليل أو معدوم) بينما تعبر القيمة 1 عن مجموعتين متباينتين جينيًا (أقصى حد من التنوع الجيني بين المجموعتين). تتسم المجموعات الكبيرة التي يهاجر إليها العديد من الأفراد بتمايز جيني ضعيف، بينما تتسم المجموعات الصغيرة التي يهاجر إليها عدد ضئيل بتمايز جيني مرتفع. يتميز المؤشر FST بأنه مقياس مناسب لهذا النوع من التمايز، ولذا فمؤشر التثبيت والإحصاءات المتعلقة به من أحد أكثر الطرق الإحصائية الوصفية شيوعًا في علم الجينات التطوري وعلم الوراثة السكانية. يرتبط FST ارتباطًا مباشرًا بالتباين الإحصائي في تواتر الأليلات في المجموعات ودرجة التشابه بين الأفراد والمجموعة ككل. تعني قيم FST الصغيرة أن تواترات الأليلات داخل كل مجموعة متشابهة للغاية؛ بينما تعني القيم الكبيرة أن تواترات الأليلات متباينة للغاية.